# Ракув-Дужи
Ракув-Дужи (пол. Raków Duży) — село в Польщі, у гміні Мощениця Пйотрковського повіту Лодзинського воєводства.
Населення — 223 особи (2011).
У 1975-1998 роках село належало до Пйотрковського воєводства.

## Демографія
Демографічна структура станом на 31 березня 2011 року:
|          | Загалом | Допрацездатний вік | Працездатний вік | Постпрацездатний вік |
| -------- | ------- | ------------------ | ---------------- | -------------------- |
| Чоловіки | 97      | 19                 | 69               | 9                    |
| Жінки    | 126     | 34                 | 72               | 20                   |
| Разом    | 223     | 53                 | 141              | 29                   |